# Токарева, Александра Феликсовна
Александра Феликсовна Токарева (8 марта 1926, Северо-Кавказский край — 1 мая 2015, Кишарино, Тверская область) — российский советский живописец, член Санкт-Петербургского Союза художников (до 1992 года — Ленинградской организации Союза художников РСФСР).

## Биография
Родилась в деревне Левашово Анастасиевского района Ростовской области. В 1940—1948 годах училась в Ростовском художественном училище, окончила с отличием.
В 1953—1959 гг. — Институт живописи, скульптуры и архитектуры им. И. Е. Репина, мастерская В. М. Орешникова. Дипломная работа — картина «Утро».
В 1959—1963 гг. — творческая мастерская Академии художеств СССР под руководством В. М. Орешникова.
После окончания творческой мастерской периодически жила и работала с мужем-художником Владимиром Токаревым в деревне Кишарино Калининской области неподалёку от Вышнего Волочка, в окрестностях Академической дачи.
А. Ф. Токарева — художник широкого творческого диапазона, ею созданы произведения во всех жанрах живописи: портрет, пейзаж, натюрморт, тематическая картина, иллюстрации к русским сказкам.
Участница всесоюзных, республиканских, международных художественных выставок с 1950 года. Персональная выставка художницы состоялась в Ленинграде в 1989 году. В 1989—1992 годах работы Токаревой с успехом были представлены на выставках и аукционах русской живописи L' Ecole de Leningrad во Франции.
Произведения А. Ф. Токаревой находятся в собраниях Музея изящных искусств в Санкт-Петербурге, Таганрогского художественного музея, Кемеровского музея современного искусства, Белгородского художественного музея, а также в частных коллекциях в России и за рубежом.

## Выставки
- 1964 год (Ленинград): Ленинград. Зональная выставка.
- 1967 год (Москва): Советская Россия. Третья Республиканская художественная выставка.
- 1971 год (Ленинград): Наш современник. Выставка произведений ленинградских художников 1971 года.
- 1975 год (Ленинград): Наш современник. Зональная выставка произведений ленинградских художников.
- 1975 год (Москва): Советская Россия. Пятая республиканская выставка.
- 1977 год (Ленинград): Выставка произведений ленинградских художников, посвящённая 60-летию Великого Октября.
- 1978 год (Ленинград): Осенняя выставка произведений ленинградских художников.
- 1980 год (Ленинград): Зональная выставка произведений ленинградских художников.
- 1988 год (Ленинград): Выставка произведений живописи художников Российской Федерации "Интерьер и натюрморт".
- Март 1992 года (Париж): Выставка «Санкт-Петербургская школа».
- Февраль 1993 года (Брюссель): Выставка «Русские художники».